# Rändri
Rändri är en ö i Finland. Den ligger i Bottenhavet och i kommunen Raumo i den ekonomiska regionen  Raumo ekonomiska region i landskapet Satakunta, i den sydvästra delen av landet. Ön ligger omkring 35 kilometer söder om Björneborg och omkring 220 kilometer nordväst om Helsingfors.
Öns area är 0,4 hektar och dess största längd är 140 meter i sydöst-nordvästlig riktning.